# 성미 (사람)
성미(星靡, ? ~ 기원전 33년? 32년?)는 오손의 군주로, 2대 대곤미다. 초대 대곤미 원귀미의 아들이다.

## 생애
아버지가 죽은 후 대곤미가 됐으나 나이가 어려, 전한 여자로서 공녀로 보내진 풍료는 오손 좌대장의 첩이였는데 서역 제국과 전한 사이의 친교에 힘쓴 풍료는 성미를 다독이러 전한에서 파견되었다. 또 전한의 한선은 오손의 대리·대록·대감 등에게 모두 자색 끈이 달린 금인을 바쳐 대곤미를 보좌하게 했다. 한선은 성미가 겁이 많고 약하니 성미의 작은아버지 좌대장 낙(樂)으로 대신하게 하자고 상주하였다.
죽은 후, 아들 자율미가 뒤를 이었다.

## 출전
- 반고: 《한서》 권96하 서역전제66하, 동북아역사재단 편집 《한서외국전역주》에서 인용